# Jonathan Borlée
Jonathan Borlée (Sint-Lambrechts-Woluwe, 22 februari 1988) is een Belgische voormalige atleet, die zich op de sprint had toegelegd, met name op de 400 m. Bovendien maakte hij deel uit van de estafetteteams die in 2008 en 2016 op de Olympische Zomerspelen vierde werden en hierbij in beide gevallen het nationale record op de 4 × 400 m estafette verbeterde. In totaal nam hij deel aan vier Olympische Spelen, waarbij hij ook in die van 2012 en 2020 in de 4 × 400 m estafette in actie kwam, de laatste keer in de 4 × 400 m gemengd.

## Biografie

### Eerste succes
Jonathan is de broer van sprintster Olivia Borlée en sprinters Kevin Borlée (tweelingbroer) en Dylan Borlée. Evenals zij wordt hij getraind door zijn vader, voormalig sprinter Jacques Borlée.
Zijn eerste succes behaalde Borlée in 2006 door Belgisch indoorkampioen te worden op de 200 m. Op de 4 × 400 m estafette op 31 mei 2008 in Neerpelt realiseerde hij samen met broer Kevin, Cédric Van Branteghem en Kristof Beyens een tijd van 3.02,51. Hiermee verbeterden ze het 27 jaar oude nationale record van België. Aangezien de ploeg nog net één honderdste van een seconde verwijderd was gebleven van deelname aan de Olympische Spelen in Peking, deed het team, met in de gelederen Nils Duerinck in plaats van Kristof Beyens, veertien dagen later een nieuwe poging. Tijdens de Atletissima-meeting in Namen op 14 juni verbeterden ze de tijd van Neerpelt tot 3.02,13, 38 honderdste seconde onder het vorige kersverse record en ditmaal onder de olympische limiet.

### Belgisch record in finale op OS
Naast de 4 × 400 m estafette kwam Jonathan Borlée in Peking uit op het onderdeel 400 m sprint. Op 19 augustus 2008 liep hij in de halve finale van de 400 m een tijd van 45,11. Hiermee verbeterde hij weliswaar zijn persoonlijk record, maar plaatste hij zich niet voor de finale. Op de 4 × 400 m estafette plaatste hij zich met zijn teamgenoten Cédric Van Branteghem, Arnaud Ghislain en Kevin Borlée wél voor de finale door in de kwalificatieronde het Belgisch record te verbeteren tot 3.00,67. In de finale werden ze vijfde en wisten ze het nationale record te verpulveren tot 2.59,37. De wedstrijd werd gewonnen door de Amerikaanse estafetteploeg, die met 2.55,39 een olympisch record liep. Nadat een lid van de Russische ploeg werd betrapt op het gebruik van doping, werd deze ploeg uit de uitslag geschrapt, waardoor de Belgische ploeg naar de vierde plaats promoveerde.

### Overstap naar Verenigde Staten
Jonathan Borlée studeerde aanvankelijk economische wetenschappen aan de Université catholique de Louvain en was woonachtig in zijn geboorteplaats Sint-Lambrechts-Woluwe. Eind 2008 waagde hij samen met broer Kevin de overstap naar Florida State University in Tallahassee, de universiteit waar ook de Nederlandse middellangeafstandsatlete Susan Kuijken sinds enkele jaren studeerde en atletieksuccessen boekte. Die waren er aanvankelijk ook voor Jonathan Borlée. Op de NCAA-kampioenschappen in Fayetteville (Arkansas) won hij de 400 m in de Belgische recordtijd van 44,78 s, precies één tiende van een seconde onder de vorige recordtijd van Kevin, die deze tijd had gerealiseerd op de Spelen in Peking. Kevin moest ditmaal zijn meerdere erkennen in zijn tweelingbroer en werd vierde in 45,43. Anderhalf uur later hadden beiden tevens een groot aandeel in de winst van 'Florida State' op de 4 × 400 m estafette, waarin het viertal in 2.59,99 zelfs een tijd onder de drie minuten realiseerde, de op een na snelste seizoentijd van de wereld.
Korte tijd later sloeg het noodlot echter toe. Jonathan brak een voetwortelbeentje in zijn rechtervoet, waardoor hij voor zes weken in het gips moest. Zijn atletiekseizoen, inclusief zijn kansen op deelname aan de wereldkampioenschappen in Berlijn in augustus, waren hiermee verkeken.

### Tweede op WK indoor
Aan het begin van 2010 was Jonathan Borlée weer volledig hersteld en terug op zijn vertrouwde niveau. De gelegenheid om dit te bewijzen kreeg hij in maart op de wereldindoorkampioenschappen van 2010 in Doha. Nadat hij in de serie van de 4 × 400 m estafette samen met Nils Duerinck, broer Kevin en Antoine Gillet naar een onbedreigde serie-overwinning was gelopen in 3.08,84, een Belgisch indoorrecord, waren zij in die finale zonder Duerinck maar met Cédric Van Branteghem nog eens bijna twee seconden sneller in 3.06,94, alweer een recordverbetering. Hiermee veroverden het Belgische viertal de zilveren medaille achter het onbereikbare Amerikaanse team, dat eerste werd in 3.03,40. Nooit eerder leverde een Belgisch estafettekwartet op een WK indoor een dergelijke prestatie.

### EK atletiek 2010
Na zijn voorbereiding, waarbij hij twee weken eerder op de 400 m tijdens de meeting van Parijs op 13 juli 2010 een Belgisch record gelopen had in 44,77, was Jonathan Borlée een van de grote favorieten voor de Europese kampioenschappen in Barcelona. Hier plaatste hij zich gemakkelijk voor de halve finale van de 400 m. In 45,91 won hij zijn reeks. In de halve finales verbeterde hij na een inhaalrace in de laatste rechte lijn zijn Belgisch record tot 44,71, de snelste tijd van alle finalisten. In de finale leek hij dit nog eens over te doen, maar viel net als de meeste concurrenten compleet stil en finishte ten slotte als zevende in 45,35. Zijn broer Kevin pakte met 45,08 vrij onverwacht het goud.
Op de 4 × 400 m estafette werd hij in de series gespaard. In de finale ging hij na Arnaud Destatte, broer Kevin en Cédric Van Branteghem als leider zij aan zij met Rusland de laatste rechte lijn in. Ook hier viel hij stil, werd nog ingehaald door Groot-Brittannië, maar stelde in 3.02,60 het brons voor België in elk geval veilig. Volgens vader Jacques Borlee was de oorzaak van het minder presteren enkele probleempjes tijdens de voorbereiding in april-mei.

### Brons op EK indoor 2011
De Belgische 4 × 400 m estafetteploeg reisde begin maart 2011 met hoge verwachtingen af naar Parijs voor deelname aan de Europese indoorkampioenschappen. Was men immers niet tweede geworden achter de Amerikanen op de WK indoor in Doha, het jaar ervoor? Net als in Barcelona tijdens de EK op de buitenbaan werden de Belgen in de Franse hoofdstad echter de voet dwars gezet door andere teams met vergelijkbare ambities. Waren het in Spanje de Russen en de Britten, die de Belgische formatie van het goud hadden afgehouden, ditmaal waren het opnieuw de Britten met daarnaast de Fransen, die in eigen huis vleugels hadden gekregen. Dat het hard ging, bewijst de tijd van 3.06,57, alweer een nationaal record, van de als derde eindigende Belgische formatie, die naast Jonathan Borlée bestond uit broer Kevin Borlée, Antoine Gillet en Nils Duerinck.
In hetzelfde jaar bij de wereldkampioenschappen van Daegu eindigde Borlée op de vijfde plek bij de 400 m. Hij was na de race vooral ontevreden over het feit, dat hij zijn hele race alleen moest lopen, omdat hij in baan acht startte. Ook bij de 4 × 400 m estafette eindigde Borlée samen met zijn teamgenoten als vijfde.

### EK en Olympische Spelen 2012
Jonathan Borlée besloot met het oog op de Olympische Spelen van Londen om bij de Europese kampioenschappen van 2012 niet aan de 400, maar aan de 200 m mee te doen. Hij kwam hier in de finale tijdens langzame omstandigheden tot een tijd van 20,99, wat goed was voor een vierde positie. De estafette was succesvol voor de Belgische estafetteploeg. Jente Bouckaert, Antoine Gillet en de gebroeders Borlée eindigden in een leidende tijd op de Europese ranglijst als eerste op de 4 × 400 m.
Een week na de EK verbeterde Jonathan Borlée zijn nationale record op de 300 m naar 31,87. Op de Olympische Spelen won hij vervolgens op de 400 m zijn reeks in een tijd van 44,43, een verbetering van het Belgische record van broer Kevin. In de halve finaleronde wist hij zich niet rechtstreeks te plaatsen voor de finale, maar drong hij met zijn tijd van 44,99 als een van de twee snelste verliezers hier toch toe door. In de finale werd hij zesde met een tijd van 44,83. Kevin, Gillet, Jonathan en Bultheel behaalden tijdens de olympische finale van de 4 × 400 m de zesde plaats.

### OS 2016
Op de Olympische Spelen van 2016 in Rio de Janeiro nam hij deel aan de 200 m, 400 m en 4 × 400 m. Op de 200 m en op de 400 m sneuvelde hij in de series. Op de estafette verging het hem het beste en werd hij, tezamen met zijn broers Kevin en Dylan en Julien Watrin, vierde. Hun eindtijd van 2.58,52 was tevens een verbetering van het Belgische record.

### Clubs
Jonathan Borlée was lid van White Star, de club uit Sint-Lambrechts-Woluwe. Begin 2016 stapte hij over naar Racing Club Brussel. Eind 2020 tekende hij samen met zijn familieleden een contract bij Sport Vlaanderen en stapte hij over naar de Vlaamse club Olympic Essenbeek Halle.

## Kampioenschappen

### Internationale kampioenschappen
| Onderdeel | Titel                   | Jaar             |
| --------- | ----------------------- | ---------------- |
| 4 × 400 m | Europees kampioen       | 2012, 2016, 2018 |
| 4 × 400 m | Europees indoorkampioen | 2015, 2019       |

### Belgische kampioenschappen
Outdoor
| Onderdeel | Jaar             |
| --------- | ---------------- |
| 200 m     | 2012, 2013, 2018 |
| 400 m     | 2006, 2011, 2015 |

Indoor
| Onderdeel | Jaar |
| --------- | ---- |
| 200 m     | 2006 |

### Andere kampioenschappen
| Onderdeel | Titel         | Jaar |
| --------- | ------------- | ---- |
| 400 m     | NCAA-kampioen | 2009 |
| 4 × 400 m | NCAA-kampioen | 2009 |

## Persoonlijke records
Outdoor
| Onderdeel | Prestatie       | Datum           | Plaats             |
| --------- | --------------- | --------------- | ------------------ |
| 200 m     | 20,31 s         | 5 mei 2012      | Lubbock            |
| 300 m     | 31,87 s (NR)    | 5 juli 2012     | Naimette-Xhovémont |
| 400 m     | 44,43 s (ex-NR) | 4 augustus 2012 | Londen             |

Indoor
| Onderdeel | Prestatie       | Datum            | Plaats   |
| --------- | --------------- | ---------------- | -------- |
| 60 m      | 6,80 s          | 2 februari 2013  | Gent     |
| 200 m     | 21,35 s         | 27 januari 2007  | Gent     |
| 300 m     | 32,79 s (ex-NR) | 8 februari 2011  | Liévin   |
| 400 m     | 46,48 s         | 25 februari 2015 | Metz     |
| 500 m     | 1.00,76         | 14 februari 2015 | New York |

## Palmares

### 200 m
- 2006:  BK indoor AC - 21,43 s
- 2011:  Meeting International Mohammed VI d'Athlétisme de Rabat - 20,42 s
- 2012:  BK AC - 20,32 s
- 2012: 4e EK - 20,99 s
- 2013:  BK AC - 20,38 s
- 2016: 5e in serie OS - 20,64 s
- 2018:  BK AC - 20,78 s
- 2019:  BK AC - 21,02 s

### 400 m
Kampioenschappen
- 2005: 5e WK jeugd in Marrakesh - 48,03 s
- 2006:  BK AC - 46,81 s
- 2006: 4e WK junioren - 46,06 s
- 2008: 5e in ½ fin. OS - 45,11 s
- 2009:  NCAA-kamp. - 44,78 s
- 2010: 7e EK - 45,35 s
- 2011:  BK AC - 45,31 s
- 2011: 5e WK - 45,07 s
- 2012: 6e OS - 44,83 s (in serie 44,43 s = NR)
- 2013: 4e WK - 44,54 s
- 2014:  BK AC - 45,61 s
- 2015:  BK AC - 45,27 s
- 2015: 5e in ½ fin. WK - 44,85 s
- 2016: 6e in series EK in Amsterdam - 47,45 s
- 2016: 4e in series OS - 46,01 s
- 2017:  BK AC - 45,74 s
- 2017: 5e in ½ fin. WK in Londen - 45,23 s
- 2018:  EK in Berlijn - 45,19 s

Diamond League-podiumplekken
- 2010:  Meeting Areva – 44,77 s
- 2010:  Memorial Van Damme – 45,27 s
- 2011:  Golden Gala – 45,53 s
- 2011:  Meeting Areva – 45,05 s
- 2011:  Memorial Van Damme – 44,78 s
- 2012:  Herculis – 44,74 s
- 2012:  Birmingham Grand Prix – 45,15 s
- 2012:  Memorial Van Damme – 45,02 s
- 2013:  London Grand Prix – 45,14 s
- 2013:  Memorial Van Damme – 45,05 s

### 4 × 100 m
- 2013:  Jeux de la Francophonie - 39,58

### 4 × 200 m
- 2014:  BK indoor[7] - 1.26,69 (NR)

### 4 × 400 m
- 2006: 5e WK junioren - 3.07,03
- 2008: 4e OS - 2.59,37 (NR)
- 2009:  NCAA-kamp. indoor - 3.05,97 (met team van FSU)
- 2009:  NCAA-kamp. - 2.59,99 (met team van FSU)
- 2010:  WK indoor - 3.06,94 (NR)
- 2010:  EK - 3.02,60
- 2011:  EK indoor - 3.06,57 (NR)
- 2011: 5e WK - 3.00,41
- 2012:  EK - 3.01,09
- 2012: 5e OS - 3.01,83
- 2013: 5e WK - 3.01,02 (in serie 3.00,81)
- 2014: 9e (1e in B-fin.) IAAF World Relays in Nassau - 3.02,97 (in reeks 3.02,79)
- 2015:  EK indoor - 3.02,87 (AR)
- 2015:  IAAF World Relays in Nassau – 2.59,33 (NR)
- 2015: 5e WK in Peking - 3.00,24
- 2016:  EK in Amsterdam - 3.01,10
- 2016: 4e OS – 2.58,52 (NR)
- 2017: 4e WK - 3.00,04
- 2018:  WK indoor in Birmingham – 3.02,51 (NR)
- 2018:  EK in Berlijn - 2.59,47
- 2019:  EK indoor in Glasgow - 3.06,27
- 2019:  IAAF World Relays in Yokohama - 3.02,70

### 4 × 400 m gemengd
- 2021: 5e OS - 3.11,51 (NR)[8]
- 2023: 5e WK in Boedapest - 3.13,83 (in serie 3.11,81)

NR: nationaal record

AR: Europees record

BK: Belgisch kampioenschap
 
EK: Europees kampioenschap

WK: Wereldkampioenschap

OS: Olympische Spelen

## Onderscheidingen
- 2006: Gouden Spike voor beste belofte
- 2009: Gouden Spike
- 2010: Sportploeg van het jaar (met 4 × 400 m estafetteploeg)
- 2011: Sportploeg van het jaar (met 4 × 400 m estafetteploeg)
- 2013: Gouden Spike